# WxHaskell
wxHaskell je přenositelná knihovna pro grafického uživatelského rozhraní (GUI) v Haskellu, napsaná pod knihovnou wxWidgets. Bývá to nejčastější volba pro ty, kteří chtějí tvořit GUI ve funkcionálním programování.